# Mytishchi (567)
Mytishchi (em russo: Мытищи) é uma corveta multifunção russa de mísseis guiados, da classe Karakurt da Marinha Russa, sendo o navio líder da classe.

## Construção
O navio foi lançado em 24 de dezembro de 2015, com o número de estaleiro 251, junto com o MRK Taifun (posteriormente renomeado para Sovetsk), no Estaleiro de Construção Naval de Leningrado Pella, na presença do vice-ministro da Defesa da Rússia, Yuri Borisov. Inicialmente recebeu o nome Uragan, em homenagem ao navio-patrulha líder da classe Uragan, o primeiro navio de superfície de combate projetado e construído por engenheiros navais soviéticos após a Revolução de Outubro. Durante a construção, o navio foi renomeado para Mytishchi.
Foi construído seguindo a política de substituição de importações, com o motor fabricado pela planta "Zvezda", em São Petersburgo.
Foi solenemente lançado à água em 29 de julho de 2017, na véspera do Dia da Marinha Russa, também com a presença de Yuri Borisov. Após o lançamento, foi transferido para ser finalizado em estágio de flutuação.
A entrega à Marinha estava inicialmente prevista para 12 de dezembro de 2018, mas foi adiada para o dia 17 do mesmo mês.

## Características de design
Os navios Mytishchi e Sovetsk, os dois primeiros do projeto 22800, não possuem armamento antiaéreo especializado. Em seu lugar foram instalados dois canhões automáticos AK-630M. A partir do terceiro navio da classe, esse sistema será substituído pelo complexo de mísseis e canhões antiaéreos "Pantsir-M".
A propulsão do navio é composta por três motores diesel M-507D-1 e três geradores diesel DGAS-315, todos de fabricação russa.

## Serviço

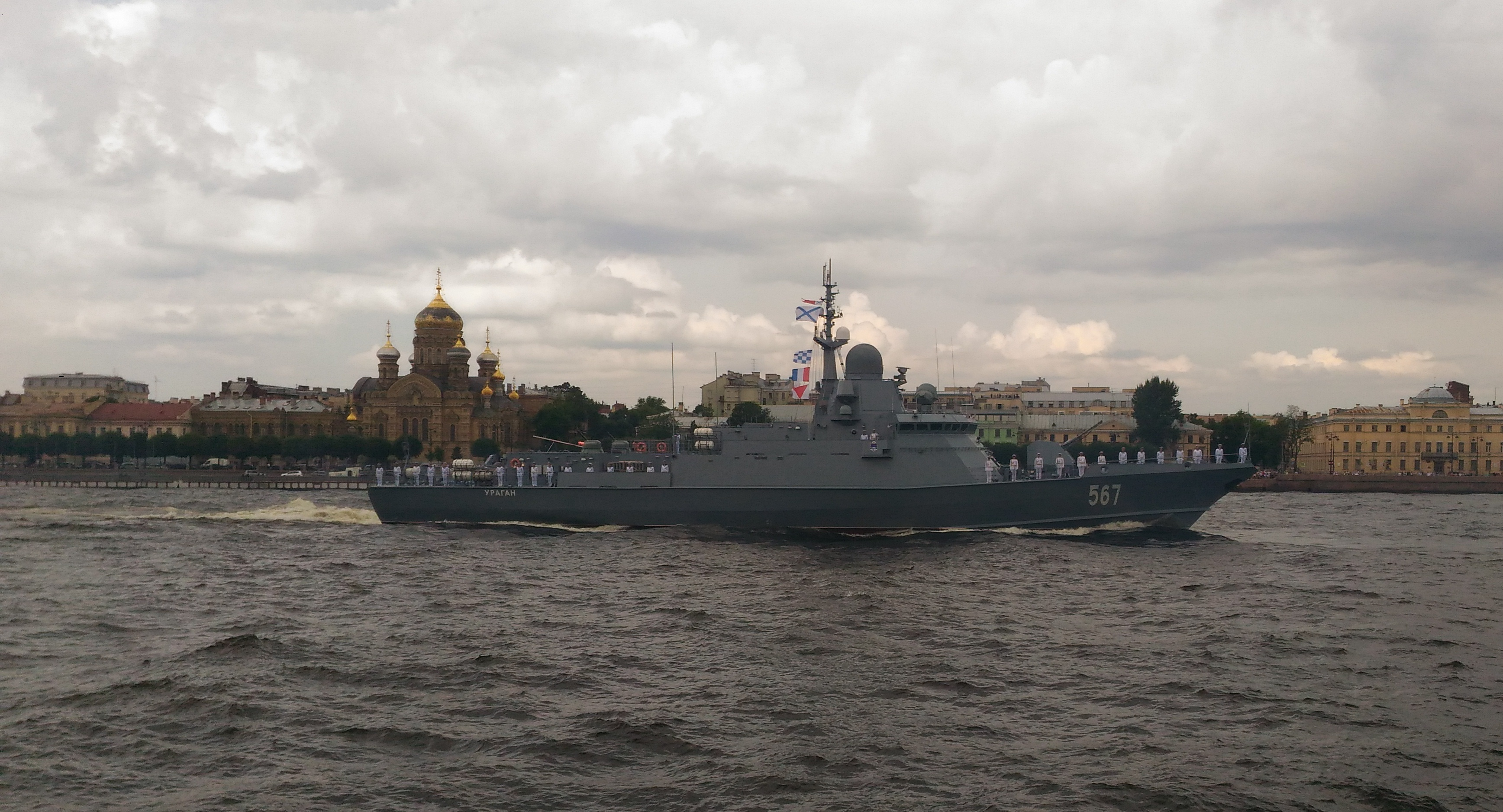
Desfile naval em São Petersburgo, 26 de julho de 2018.

O navio líder do projeto 22800, Mytishchi, foi incorporado à Frota do Báltico da Marinha Russa em 17 de dezembro de 2018.
Entre os dias 25 e 30 de junho de 2019, participou do Fórum Técnico-Militar Internacional "Exército-2019", no estande localizado em Kronstadt.
De 10 a 14 de julho de 2019, esteve presente na Exposição Naval Internacional de São Petersburgo (MVMS-2019).
Em 28 de julho de 2019, participou do Desfile Naval Principal da Rússia.
Entre 1 e 9 de agosto de 2019, esteve presente nos exercícios "Escudo Oceânico – 2019".

## Comandantes
- Capitão de 2ª classe Adil Ilgar-ogly Azimov (2017–2022)
- Desde 2022:[4] Capitão de 3ª classe Ivan Olegovich Orlov